# 石井早苗
石井 早苗（いしい さなえ、1991年4月5日 - ）は元オフィスシュウ所属のタレント。東京都出身。

## 人物

### プロフィール
- 趣味はメイクとネイルとダンス。チャームポイントはたれ目・えくぼ。
- 2010年1月、渚レイのMIKAZU姫の脱退と入れ替わりに3人組みのユニットMIKAZU姫(ミカズキ)に加入。山下鈴、皆方由衣とともに活動開始。ユニット内では"舞"として活動。
- 2010年に女性ユニット「Girl's Next」のR3（第1期）メンバーに選ばれる。

## 出演

### 雑誌
- Koh-Boh